# Pomnik Stena Sture Starszego w Uppsali
Pomnik Stena Sture Starszego w Uppsali – monument znajdujący się w Uppsali na wzgórzu Kronåsen. Brązowy odlew liczy 5,5 metra wysokości i ustawiony jest na liczącym 17 m kamiennym cokole.
Pomnik przedstawia regenta Stena Sture Starszego w otoczeniu rycerzy. Z powodu wysokości cokołu postać Stena Sture Starszego jest prawie niewidoczna dla oglądających pomnik z bliska.
Pomnik wzniesiono, aby upamiętnić czterechsetną rocznicę bitwy na wzgórzu Brunkeberg. Idea budowy pomnika zrodziła się w latach 70. XIX wieku, pierwotnie planowano odsłonięcie pomnika w 1877. Zaprojektowany został przez Carla Millesa, konkurs na projekt pomnika ogłoszono w 1901. Odlany z brązu przez Hermana Bergmana w 1915. Budowę cokołu rozpoczęto w 1924 i zakończono w listopadzie 1924. Pomnik został uroczyście odsłonięty 13 lutego 1925 przy udziale króla Szwecji Gustawa V.